# Bagnet F

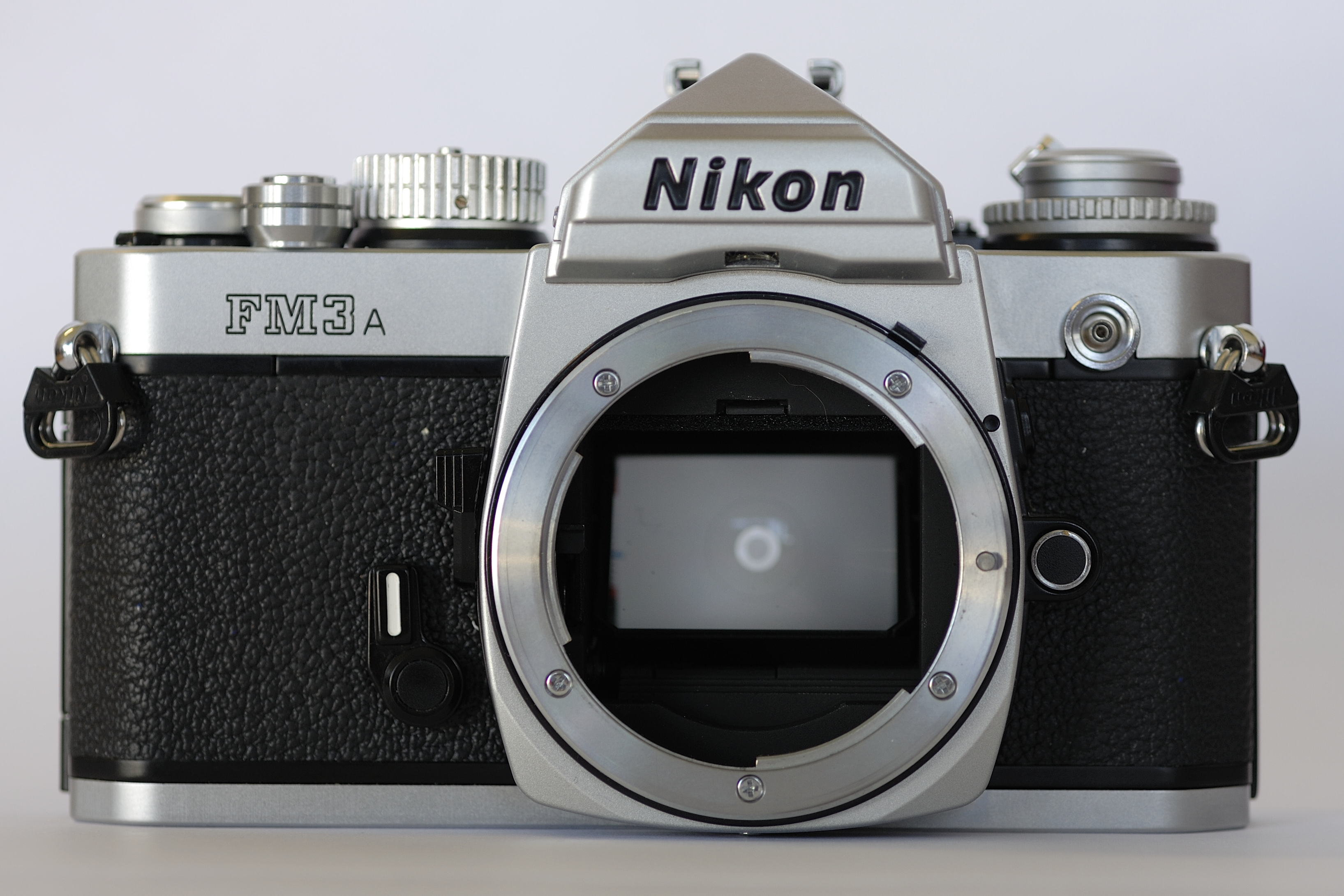
Bagnet F w Nikonie FM3A

Bagnet F – system mocowania obiektywu do aparatu fotograficznego wprowadzony w 1959 roku i używany do dziś przez firmę Nikon. Bagnet F ma trzy zaczepy, otwór o średnicy 44 mm i płaszczyznę ogniskowania 46,5 mm. Zamyka się w kierunku przeciwnym do ruchu wskazówek zegara.
Bagnet F to obok Bagnetu K firmy Pentax jeden z dwóch systemów, które nie zostały zmienione lub zaniechane po wprowadzeniu autofocusa. Dzięki temu obecnie istnieje ponad 400 typów  obiektywów w znacznej mierze kompatybilnych z aparatami Nikona i kilku innych producentów.
Pojawiły się też obiektywy oznaczone skrótem „DX”, przystosowane do aparatów cyfrowych z matrycą w formacie DX. Mimo swojej mechanicznej i elektronicznej kompatybilności nie nadają się one do używania z aparatami klasycznymi, ponieważ powodują niedoświetlenie pełnowymiarowego kadru. Efektem tego niedoświetlenia jest winietowanie.

## Aparaty z bagnetem F
- wszystkie lustrzanki jednoobiektywowe produkowane przez firmę Nikon
- lustrzanki jednoobiektywowe Fujifilm bazujące na obudowach Nikona:
  - FinePix S1 Pro
  - FinePix S2 Pro
  - FinePix S3 Pro
  - FinePix S5 Pro
- lustrzanki Kodaka bazujące na obudowach Nikona:
  - Kodak DCS-100
  - Kodak DCS-200
  - Kodak DCS 315 / 330
  - Kodak DCS-410
  - Kodak DCS-420
  - Kodak DCS-460
  - Kodak NC2000 / NC2000e
  - Kodak DCS 620 / 620x
  - Kodak DCS 660 / 660M
  - Kodak DCS 720x
  - Kodak DCS 760
  - Kodak DCS Pro 14n
  - Kodak DCS Pro SLR/n
- Kiev
  - Kiev 17
  - Kiev 18
  - Kiev 19
  - Kiev 19M
  - Kiev 20